# Cistus ×incanus
Cistus ×incanus ist eine Naturhybride zwischen der Weißlichen Zistrose (Cistus albidus) und der Krausen Zistrose (Cistus crispus).

## Beschreibung
Cistus ×incanus ist ein Chamaephyt, der eine Höhe von bis zu einem Meter erreichen kann. Auffallend sind die pink-purpurfarbigen, zerknitterten Blüten mit einem Durchmesser von 5 bis 6 cm. Die Pflanze hat auf den Kelchblättern lange Deckhaare, welche die Sternhaare überragen. Auch Stängel- und Blütenstiele sind dicht filzig behaart. Die eiförmig bis lanzettlichen, feinbehaarten Blätter erscheinen durch zahlreiche eingelagerte Öltröpfchen gräulich-grün, was sich auch im Pflanzennamen incanus (lat. grau/gräulich) niederschlägt. Die einzelnen Hybriden können beispielsweise in Blattform und sonstigen Merkmalen variieren.

## Vorkommen
Zistrosen gehören zum Landschaftsbild im mediterranen Raum Europas. In Spanien ist dieser Naturhybrid beispielsweise in den Regionen Baetica, Levante und Katalonien beheimatet. Dort wachsen ihre vielgestaltigen Strauchgesellschaften in Macchien und Felsheiden in Höhen bis etwa 1000 Meter.
Cistus ×incanus gedeiht im westlichen Mittelmeerraum in meist trockenen, kargen und windexponierten Lagen.

## Taxonomie
Das Taxon Cistus incanus wurde von diversen Autoren uneinheitlich verwendet und irrtümlich teilweise anderen Zistrosenarten zugeordnet. Erstmals wurde der Name Cistus incanus 1753 von Carl von Linné in Species Plantarum erwähnt. Verwirrung besteht insbesondere zwischen diesem Namen und den zwei späteren von Linné veröffentlichten Bezeichnungen Cistus creticus (1762) und Cistus villosus (1764). Obwohl Linné selbst eindeutig zwischen Cistus incanus und Cistus creticus aufgrund von Blattform und Behaarung unterschied, wurden und werden die oben genannten Bezeichnungen teilweise als Synonyme verwendet. Dass es sich bei Cistus ×incanus („Graubehaarte Zistrose“) und Cistus creticus (Kretische Zistrose) um eigenständige Arten handelt, bestätigen neuere Untersuchungen auf Basis ihrer Inhaltsstoffe, insbesondere der aliphatischen Verbindungen. Klare Unterscheidungskriterien zur Kretischen Zistrose sind die kaum aromatischen Blätter, die lanzettförmigen, nicht rundlichen Blätter und die eher weißlich-grüne Blattfarbe durch die Behaarung der Blattoberseite. Die kretische Zistrose hat eine deutlich grünere und hellere Blattfarbe mit einer wesentlich prägnanter ausgebildeteren Aderung.
Pierre Dansereau bezeichnete 1939 eine Hybride aus Cistus albidus und Cistus crispus als Cistus ×pulverulentus als sehr häufig auftretend, wo sich die Bestände beider Arten überschneiden, mit Ausnahme von Sizilien. Außerdem bemerkt er, phänomenologisch eine Dominanz von Cistus crispus festzustellen ist.
Folgende Zuchtformen, im Handel teilweise unter Cistus ×pulverulentus oder Cistus pulverulentus gelistet, werden unterschieden:
- Cistus ×incanus ´Delilei gr.´
- Cistus ×incanus ´Belle de jour’[11]
- Cistus ×incanus ´Fiona´ (rosarot-farbige Blüten)[12]
- Cistus ×incanus ´Lasca Select´
- Cistus ×incanus ´Sunset´ (magenta-farbige Blüten)[13]